# IC 2156
IC 2156 је група звијезда у сазвјежђу Близанци која се налази на листи објеката дубоког неба у Индекс каталогу.
Деклинација објекта је + 24° 9' 37" а ректасцензија 6h 4m 50,6s.